# Chełmża (gemeente)
De gemeente Chełmża is een landgemeente in het Poolse woiwodschap Koejavië-Pommeren, in powiat Toruński.
De zetel van de gemeente is in Chełmża.
Op 30 juni 2004 telde de gemeente 9410 inwoners.

## Oppervlakte gegevens
In 2002 bedroeg de totale oppervlakte van gemeente Chełmża 178,72 km², waarvan:
- agrarisch gebied: 89%
- bossen: 1%

De gemeente beslaat 14,53% van de totale oppervlakte van de powiat.

## Demografie
Stand op 30 juni 2004:
| Omschrijving                   | Totaal | Totaal | Vrouwen | Vrouwen | Mannen | Mannen |
| ------------------------------ | ------ | ------ | ------- | ------- | ------ | ------ |
| eenheid                        | aantal | %      | aantal  | %       | aantal | %      |
| inwoners                       | 9410   | 100    | 4712    | 50,1    | 4698   | 49,9   |
| bevolkingsdichtheid (inw./km²) | 52,7   | 52,7   | 26,4    | 26,4    | 26,3   | 26,3   |

In 2002 bedroeg het gemiddelde inkomen per inwoner 1310,6 zł.

## Administratieve plaatsen (sołectwo)
Bielczyny, Bogusławki, Brąchnówko, Browina, Drzonówko, Dziemiony, Głuchowo, Głuchowo-Windak, Grzegorz, Grzywna, Januszewo, Kiełbasin, Kończewice, Kuczwały, Liznowo, Mirakowo, Nawra, Nowa Chełmża, Parowa Falęcka, Pluskowęsy, Skąpe, Sławkowo, Strużal, Szerokopas, Świętosław, Witkowo, Zajączkowo, Zelgno.

## Overige plaatsen
Bocień, Dźwierzno, Grodno, Morczyny, Zalesie, Zelgno-Bezdół.

## Aangrenzende gemeenten
Chełmża, Kijewo Królewskie, Kowalewo Pomorskie, Lisewo, Łubianka, Łysomice, Papowo Biskupie, Płużnica, Wąbrzeźno
- Virtual International Authority File: 308289812